# 上杉徹 (バレーボール)
上杉 徹（うえすぎ とおる、1980年8月21日 - ）は、日本のバレーボール指導者、元選手である。

## 来歴
大阪府大阪市出身。
上宮高等学校ではアタッカーとしてインターハイ出場、2年生の時に全国私立高等学校選手権大会（さくらバレー）2位の実績を挙げた。
佛教大学社会学部社会学科に進学し、リベロとしてプレー。
2003年に大学を卒業し、V1リーグ（Vリーグ2部）のTOYO TIRESに加入。2年間プレーしたが2005年に廃部となったことで指導者の道を考え、佛教大学通信教育課程で教員免許を取得。2007年から大阪府吹田市で中学校の講師を務めた。同時に地域リーグのNBKドリーマーズでプレーを継続していた。
2009年、29歳の時に海外でのプレーを志し、当時ノルウェーで指導者をしていた印東玄弥を通じてデンマークリーグのチームのトライアウトを受け入団。1年間所属した。
帰国後の2011年に佛教大学男子バレーボール部監督に就任した。
2014年、Vプレミアリーグの堺ブレイザーズのコーチ兼アナリストに就任。6年間活動し、2020年に退任。
2020年7月、V.LEAGUE DIVISION2に昇格したサフィルヴァ北海道（現・北海道イエロースターズ）の監督に就任。
2023年4月にサフィルヴァ北海道の監督を退任、7月にクボタスピアーズのコーチに就任した。
2024年5月、クボタスピアーズ大阪の監督に就任した。

## 人物
俳優の大谷亮平は同学年であり、元チームメイト。堺在籍中の2018年の11月には堺市金岡公園体育館で行われたホームゲームに大谷が来場し、トークショーと始球式が行われた。

## 所属チーム

### 選手
- 上宮高等学校
- 佛教大学
- TOYO TIRES（2003-2005年）
- NBKドリーマーズ（2006-2009年）
- イーカスト KFUM（2009-2010年）
- NBKドリーマーズ（2010-2014年）

### 指導者
- 佛教大学男子バレーボール部 監督（2011-2014年）
- ノルウェーU21代表 コーチ（2012年）
- ノルウェーU19代表 コーチ（2014年）
- 堺ブレイザーズ コーチ兼アナリスト（2014-2020年）
- サフィルヴァ北海道 監督（2020-2023年）
- クボタスピアーズ コーチ（2023-2024年）
- クボタスピアーズ大阪 監督（2024年-）